# Розсадне
Розса́дне (крим. Rozsadne) — село в Україні, у Бахчисарайському районі Автономної Республіки Крим. Підпорядковане Вілінській сільській раді. Розташоване на півночі району.

## Опис
За даними сільради на 2009 рік у селі на площі 0,1 га в 1 дворі було 2 мешканці.
У селі є одна вулиця — Річна.
Знаходиться на лівому берзі річки Алми, в самому пониззі, за 3 кілометри від гирла, висота центру села над рівнем моря — 34 м. До центру сільради — 1,5 км путівця.
Село створювалося на початку 1950-х років, як селище при плодорозсаднику в заплаві Алми.

## Населення
За даними перепису населення 2001 року, у селі мешкало 12 осіб. Мовний склад населення села був таким:
| Мова       | Число ос. | Відсоток |
| ---------- | --------- | -------- |
| українська | 4         | 33,33    |
| російська  | 8         | 66,67    |